# Philodendron appendiculatum
Philodendron appendiculatum är en kallaväxtart som beskrevs av Marcus A. Nadruz och Simon Joseph Mayo. Philodendron appendiculatum ingår i släktet Philodendron och familjen kallaväxter. Inga underarter finns listade.